# Independencia (distrito de Pisco)
Independencia é um distrito do Peru, departamento de Ica, localizada na província de Pisco.

## Transporte
O distrito de Independencia é servido pela seguinte rodovia:
- PE-1SE, que liga o distrito de Chincha Alta à cidade de Paracas
- PE-1S, que liga o distrito de Lima (Província de Lima à cidade de Tacna (Região de Tacna - Posto La Concordia (Fronteira Chile-Peru) - e a rodovia chilena Ruta CH-5 (Rodovia Pan-Americana) [1][2][3]